# Visoka šola za upravljanje podeželja Grm Novo mesto
Visoka šola za upravljanje podeželja Grm Novo mesto  je samostojni visokošolski zavod s sedežem v Novem mestu. Šola deli prostore s Centrom biotehnike in turizma.
Leta 2022 je Visoka šola za upravljanje podeželja Grm Novo mesto postala javni visokošolski zavod. 
Trenutna dekanja je Lea-Marija Colarič-Jakše.